# Dnister Challenge Race
Dnister Challenge Race (укр. Дністер Челендж Рейс) — мультиспортивне змагання з елементами пригодницьких перегонів, що поєднує веслування, біг, плавання та велогонку. Відбувається восени у Дністровському каньйоні (с. Лука Городенківського  району Івано-Франківської області).
Мета проведення Dnister Challenge Race — популяризація здорового способу життя, а також привернення уваги до проблем Дністра (будівництва електростанцій, сміття, незаконних кар’єрів тощо).
Змагання відбуваються у трьох класах: Класика, SUP та Бізон.

Клас "Бізон" має довші дистанції, додатковий етап і вважається складнішим у порівнянні з іншими класами.

## Класи змагань
КЛАСИКА 
У цьому класі учасники долають 4 етапи (веслування, біг, плавання, перегони на велосипедах). 
- Веслування передбачає 16 км сплаву гладкою водою на каное. Команда складається з чотирьох осіб. Жінки долають цей етап Dnister Challenge Race на каяках.
- Біг на дистанцію 7 км відбувається пересіченою місцевістю, а саме, лісовою дорогою, ґрунтовкою, асфальтом і стежками. Набір висоти — до 200 м.
- Плавання — 150 м від одного берега Дністра до іншого. Правила змагання дозволяють використання рятувального жилета на цьому етапі.
- Перегони на велосипедах — 21 км крос-кантрі. Перепади висот, ліс, ґрунтовки, асфальт. Рекомендований велосипед — MTB.

SUP відрізняється від класу "Класика" лише веслувальним етапом. Тут перегони відбуваються на SUP-дошках.
БІЗОН
У цьому класі учасники змагаються у 5 етапах (веслування, біг, плавання, перегони на велосипедах та козацький брід). 
- Веслування передбачає 21 км сплаву гладкою водою на каяках.
- Біг на дистанцію 12 км відбувається пересіченою місцевістю, а саме, лісовою дорогою, ґрунтовкою, асфальтом і стежками. Набір висоти — до 200 м.
- Плавання — 150 м від одного берега Дністра до іншого. Правила змагання дозволяють використання рятувального жилета на цьому етапі.
- Перегони на велосипедах — 27 км крос-кантрі. Перепади висот, ліс, ґрунтовки, асфальт. Рекомендований велосипед — MTB.
- Козацький брід — 3 км бігу з перешкодами, у т. ч. форсування Дністра. Цей етап відбувається відразу після велоперегонів.

## Етапи
І етап — ВЕСЛУВАННЯ

ІІ етап — БІГ

III етап — ПЛАВАННЯ

IV етап — ВЕЛОПЕРЕГОНИ

V етап — КОЗАЦЬКИЙ БРІД (тільки для класу "Бізон")

## Умови участі
У змаганні можуть брати участь особи, що досягли віку 18 років.
 
Особи віком до 18 років можуть приєднатися тільки у супроводі батьків (плавання — у жилеті) у класі "Класика".

## Dnister Challenge Race 2015
Відбулись 03 — 04 жовтня 2015 року.

У змаганні взяло участь 15 спортсменів: 12 чоловіків та 3 жінок.

Етапи змагання: веслування (16 км), крос (6 км), плавання (100 м) та велопробіг (23 км).
Переможці ЧОЛОВІКИ
| місце | ім'я учасника  | місто, країна         | час на трасі |
| ----- | -------------- | --------------------- | ------------ |
| І     | Сергій Сапіга  | м. Тернопіль, Україна | 03:23:43     |
| ІІ    | Андрій Млинко  | м. Львів, Україна     | 03:23:49     |
| III   | Віктор Дасевич | с. Лука, Україна      | 03:24:39     |

Переможниці ЖІНКИ
| місце | ім'я учасника  | місто, країна         | час на трасі |
| ----- | -------------- | --------------------- | ------------ |
| І     | Дарія Горон    | с. Лука, Україна      | 05:47:00     |
| ІІ    | Катерина Бунт  | м. Тернопіль, Україна | —            |
| III   | Богдана Качмар | м. Львів, Україна     | —            |

## Dnister Challenge Race 2016
Відбулось 10 — 11 вересня 2016 року.

У змаганні взяло участь 46 учасників, з них 34 чоловіків, 11 жінок та 1 собака породи аляскинський маламут із кличкою Джамбо.

Спортсмени зі Львова, Тернополя, Києва, Хмельницького, Одеси, Червонограда та с. Лука змагались у таких дисциплінах:

веслування (16 км), крос (7 км), плавання (150 м), велопробіг (24 км).

Веслувальний етап чоловіки долали на каное, жінки — на каяках.

Учасники на SUP-дошках змагались в окремому заліку.
Переможці у категорії ЧОЛОВІКИ (каное)
| місце | ім'я учасника   | місто, країна         | час на трасі |
| ----- | --------------- | --------------------- | ------------ |
| І     | Олексій Сіденко | м. Київ, Україна      | 03 год 05 хв |
| ІІ    | Сергій Сапіга   | м. Тернопіль, Україна | 03 год 06 хв |
| III   | Ігор Цвєт       | м. Київ, Україна      | 03 год 19 хв |

Переможниці у категорії ЖІНКИ (каяк)
| місце | ім'я учасника      | місто, країна        | час на трасі |
| ----- | ------------------ | -------------------- | ------------ |
| І     | Любов Бойко        | м. Чернівці, Україна | 03 год 42 хв |
| ІІ    | Галина Боднар      | м. Львів, Україна    | 04 год 28 хв |
| III   | Ірина Дзвонковська | м. Львів, Україна    | 04 год 29 хв |

Переможці у категорії SUP
| місце | ім'я учасника      | місто, країна         | час на трасі |
| ----- | ------------------ | --------------------- | ------------ |
| І     | Ігор Іванина       | м. Тернопіль, Україна | 04 год 15 хв |
| ІІ    | Сергій Гаталяк     | м. Тернопіль, Україна | 04 год 25 хв |
| III   | Ярослав Рачинський | м. Одеса, Україна     | 04 год 29 хв |

## Dnister Challenge Race 2017
Відбулось 09 — 10 вересня 2017 року.

Загалом у змаганні взяла участь 41 особа: 30 учасників та 11 учасниць.

Наймолодші учасники перегонів: Олег Купрієнко (10 р.), Яся Горон (12 р.) та Руслан Гнидюк (14 р.).
Переможці у класі «БІЗОН»
| місце | ім'я учасника   | місто, країна         | час фінішу |
| ----- | --------------- | --------------------- | ---------- |
| І     | Олексій Сіденко | м. Київ, Україна      | 17:42:20   |
| ІІ    | Сергій Сапіга   | м. Тернопіль, Україна | 17:42:30   |
| III   | Гліб Хропачов   | м. Київ, Україна      | 18:33:00   |

Переможці у класі «КЛАСИКА» чоловіки
| місце | ім'я учасника     | місто, країна         | час фінішу |
| ----- | ----------------- | --------------------- | ---------- |
| І     | Євген Лещинський  | м. Львів, Україна     | 13:35:45   |
| ІІ    | Микола Попович    | м. Тернопіль, Україна | 13:37:00   |
| III   | Андрій Лазуркевич | м. Львів, Україна     | 13:42:00   |

Переможниці у класі «КЛАСИКА» жінки
| місце | ім'я учасника    | місто, країна       | час фінішу |
| ----- | ---------------- | ------------------- | ---------- |
| І     | Наталія Філатова | м. Київ, Україна    | 13:59:05   |
| ІІ    | Дарина Гаврищук  | м. Вінниця, Україна | 14:07:00   |
| III   | Тетяна Вербицька | м. Київ, Україна    | 14:31:00   |

Переможці у класі «SUP»
| місце | ім'я учасника   | місто, країна         | час фінішу |
| ----- | --------------- | --------------------- | ---------- |
| І     | Олексій Сіденко | м. Київ, Україна      | 13:34:05   |
| ІІ    | Богдан Гнидюк   | с. Лука, Україна      | 14:02:00   |
| III   | Сергій Гаталяк  | м. Тернопіль, Україна | 14:03:00   |

## Dnister Challenge Race 2018
Відбулося 08 — 09 вересня 2018.

Загалом у змаганні взяло участь 50 осіб: 40 учасників та 10 учасниць.
Переможці у класі «БІЗОН»
| місце | ім'я учасника    | місто, країна         | час фінішу |
| ----- | ---------------- | --------------------- | ---------- |
| І     | Сергій Сапіга    | м. Тернопіль, Україна | 18:10:00   |
| ІІ    | Ігор Левчук      | м. Радивилів, Україна | 18:12:00   |
| III   | Олександр Громяк | м. Тернопіль, Україна | 18:26:00   |

Переможці у класі «КЛАСИКА» чоловіки
| місце | ім'я учасника    | місто, країна        | час фінішу |
| ----- | ---------------- | -------------------- | ---------- |
| І     | Андрій Млинко    | м. Львів, Україна    | 13:36:00   |
| ІІ    | Євген Лещинський | м. Львів, Україна    | 13:44:00   |
| III   | Роман Колечків   | м. Борислав, Україна | 13:48:00   |

Переможниці у класі «КЛАСИКА» жінки
| місце | ім'я учасника   | місто, країна         | час фінішу |
| ----- | --------------- | --------------------- | ---------- |
| І     | Дарина Гаврищук | м. Вінниця, Україна   | 14:20:00   |
| ІІ    | Катерина Бунт   | м. Тернопіль, Україна | 14:422:00  |
| III   | Галина Боднар   | м. Львів, Україна     | 14:30:00   |

Переможці у класі «SUP»
| місце | ім'я учасника    | місто, країна         | час фінішу |
| ----- | ---------------- | --------------------- | ---------- |
| І     | Артур Пасічник   | м. Київ, Україна      | 13:59:00   |
| ІІ    | Владислав Чистий | м. Тернопіль, Україна | 14:09:00   |
| III   | Юрій Лісовий     | м. Київ, Україна      | 14:09:00   |

## Dnister Challenge Race 2019
Відбулося 14 — 15 вересня 2019.

Загалом у змаганні взяло участь 39 осіб: 30 учасників та 9 учасниць.
Переможці у класі «БІЗОН»
| місце | ім'я учасника    | місто, країна                | час фінішу |
| ----- | ---------------- | ---------------------------- | ---------- |
| І     | Ярослав Волощук  | м. Івано-Франківськ, Україна | 17:25:00   |
| ІІ    | Євген Лещинський | м. Львів, Україна            | 17:30:00   |
| III   | Любомир Гора     | м. Тернопіль, Україна        | 17:35:00   |

Переможці у класі «КЛАСИКА» чоловіки
| місце | ім'я учасника | місто, країна         | час фінішу |
| ----- | ------------- | --------------------- | ---------- |
| І     | Віктор Потіха | м. Тернопіль, Україна | 13:48:00   |
| ІІ    | Сергій Місько | м. Радивилів, Україна | 13:59:00   |
| III   | Назар Стойко  | с. Лука, Україна      | 14:03:00   |

Переможниці у класі «КЛАСИКА» жінки
| місце | ім'я учасника       | місто, країна       | час фінішу |
| ----- | ------------------- | ------------------- | ---------- |
| І     | Олена Маніч         | м. Київ, Україна    | 14:27:00   |
| ІІ    | Анастасія Матющенко | м. Київ, Україна    | 14:27:00   |
| III   | Дарина Гаврищук     | м. Вінниця, Україна | 14:51:00   |

Переможці у класі «SUP»
| місце | ім'я учасника     | місто, країна         | час фінішу |
| ----- | ----------------- | --------------------- | ---------- |
| І     | Олександр Мальцев | м. Тернопіль, Україна | 14:13:00   |
| ІІ    | Гліб Хропачов     | м. Київ, Україна      | 14:14:00   |
| III   | Сергій Гаталяк    | м. Тернопіль, Україна | 14:40:00   |

## Галерея
|  |  |  |  |

|  |  |  |

## Цікаві факти
Козацький брід — п'ятий етап у класі "Бізон" — відбувається поблизу Раковця, а саме, у тому місці, де наприкінці XVII століття була переправа через Дністер.